# 22.ª Calle Suroeste
La 22.ª Calle Suroeste o Vigesimosegunda Calle Suroeste es una vía secundaria del cuadrante suroeste de Managua, Nicaragua. Cruza sectores residenciales de importancia en la zona oeste de la ciudad.

## Trazado
La calle inicia en la 1.ª Avenida Suroeste en el Barrio Jonathan González, y continúa en dirección oeste cruzando avenidas como la NIC-2 y la 27.ª Avenida Suroeste. Finaliza en la 34.ª Avenida Suroeste en el Barrio Batahola Sur.

## Intersecciones principales
- 1.ª Avenida Suroeste – Conexión en Jonathan González
- NIC 2  – Conexión nacional clave
- 27.ª Avenida Suroeste – Enlace a barrios intermedios
- 34.ª Avenida Suroeste – Fin del recorrido en Batahola Sur

## Barrios que atraviesa
- Jonathan González
- Batahola Sur

## Coordenadas
12°8′28″N 86°17′35″O / 12.14111, -86.29306